# Renaissance FC de Ngoumou
 (novembre 2016).
Si vous disposez d'ouvrages ou d'articles de référence ou si vous connaissez des sites web de qualité traitant du thème abordé ici, merci de compléter l'article en donnant les références utiles à sa vérifiabilité et en les liant à la section « Notes et références ».
Maillots
La Renaissance FC de Ngoumou (RFC) est un club de football camerounais (D1) fondé le 2 janvier 2000 et basé dans la ville de Ngoumou, dans la région du Centre à 60 km de Yaoundé, capitale du Cameroun. Il est présidé par Jean-Yves Nguini, le fils du fondateur Jean-Baptiste Nguini Effa. L'équipe première entrainée par Anicet Koung, évolue en championnat du Cameroun de football (Ligue 1 camerounaise) depuis 2014.

## Histoire
La Renaissance FC de Ngoumou est fondée le 2 janvier 2000 par le comité de développement de Nkong-Abok (présidé par Jean-Baptiste Nguini Effa) , un village situé à 24 km de la ville de Ngoumou et à 60 kmde Yaoundé, capitale du Cameroun.
Dès sa création, la RFC est affiliée à la Fédération camerounaise de football (FECAFOOT) et s'engage, à cet effet, dans le championnat de la ligue départementale de sa région d'origine, le département de la Méfou-et-Akono. 
Au cours de la saison 2000, la RFC participe pour la première fois, aux éliminatoires de la coupe du Cameroun mais est éliminé en 1/32e de finale.
Après un parcours de 6 victoires en six matchs dans la ligue départementale de la Méfou-et-Akono, la RFC accède au tournoi Inter-ligues 2000, qui est une compétition mettant aux prises les champions des différentes ligues de la Région. 
Au terme de ce tournoi, la RFC se classe parmi les meilleures équipes de la région du Centre du Cameroun avec 2 victoires, 1 nul et 1 défaite pour un total de 4 matches, ce qui lui ouvre les portes du championnat régional du Centre.
Après avoir été éliminée, respectivement aux 1/16e et 1/8e de finale de la coupe du Cameroun, en 2001 et 2002, la RFC gagne le privilège — grâce à des résultats très satisfaisants au bout de 2 années passées au purgatoire du championnat régional du centre — de représenter la région du Centre au tournoi inter-poules 2002 au terme duquel, elle rejoint l'élite du football camerounais grâce à sa montée en première division de football du championnat du Cameroun, devenue MTN Elite One en 2007.
Promu en Elite One pour la saison 2009, il se classe à la 8e place, la relégation intervient en 2014 lorsque le club se classe 16e sur 19.
Fin 2022, avant la coupe du monde au Qatar, Vincent Aboubakar s'entraîne avec la Renaissance.

## Palmarès
- Championnat du Cameroun de football de deuxième division : 1
  - Champion : 2009

- Coupe du Cameroun de football 
  - 1/4 de finale en 2012 ;
  - 8e de finale en 2002 ;
  - 16e de finale en 2001 ;
  - 32e de finale en 2000.

## Effectif 2015/2016
| N° | Nat.                | Poste | Nom du joueur                  |
| -- | ------------------- | ----- | ------------------------------ |
|    | Drapeau du Cameroun | G     | Alphonse Effa Nsoe             |
|    | Drapeau du Cameroun | G     | Armand Mbouangouaro Kuipou     |
|    | Drapeau du Cameroun | G     | Jourdain Mbaynaissem           |
|    | Drapeau du Cameroun | D     | Robert Ntolla Nguena           |
|    | Drapeau du Cameroun | D     | Luc Landry Tabi Manga          |
|    | Drapeau du Cameroun | D     | Nicolas Joël Owono Mbassegue   |
|    | Drapeau du Cameroun | D     | Paul Désiré Yédé Yédé          |
|    | Drapeau du Cameroun | D     | Charles Lobé Lembé             |
|    | Drapeau du Cameroun | A     | Chris Johnson Tambe            |
|    | Drapeau du Cameroun | M     | Gérard Bayégué Atangana        |
|    | Drapeau du Cameroun | M     | Ludovic Ndzié                  |
|    | Drapeau du Cameroun | M     | Anselme Arnaud Bigna           |
|    | Drapeau du Cameroun | M     | Christian Fack Bayokolak       |
|    | Drapeau du Cameroun | M     | Gaël Landry Mfou               |
|    | Drapeau du Cameroun | M     | Bernabé Evina Akono            |
|    | Drapeau du Cameroun | A     | Simon Pierre Ambella           |
|    | Drapeau du Cameroun | A     | Yannick Junior Zé Yomo         |
|    | Drapeau du Cameroun | A     | Landry Nguéné                  |
|    | Drapeau du Cameroun | A     | Philémon Fabrice Béyéné Essama |
|    | Drapeau du Cameroun | M     | Gaël Patrick Reniof            |
|    | Drapeau du Cameroun | A     | Aristide Ndi                   |
|    | Drapeau du Cameroun | A     | Jean Bertrand Essomba Nana     |